# Bèta-caryofylleen
Bèta-caryofylleen is een macrocyclisch sesquiterpeen met als brutoformule C15H24. Het vormt een bestanddeel van de etherische olie van vele planten, onder meer van oregano, ylang-ylangolie, kruidnagelolie en lavendelolie. Copaibahars bevat ook veel bèta-caryofylleen.
Er zijn twee structuurisomeren van bèta-caryofylleen bekend: naast de β-vorm, die een bicyclische verbinding is, is ook een α-vorm bekend: α-humuleen of kortweg humuleen.
Bèta-caryofylleen is een stof met ontstekingsremmende werking.